# Hugo Neumann
Hugo Neumann (ur. 25 października 1858, zm. 12 lipca 1912) – niemiecki lekarz pediatra. Był założycielem i dyrektorem kliniki pediatrycznej (Kinderhaus) w Berlinie.

## Wybrane prace
- Über die Knochenbrüche bei Geisteskranken: Inaugural-Dissertation. Bernstein, 1883
- Die unehelichen Kinder in Berlin. G. Fischer, 1900
- Öffentlicher Kinderschutz. Fischer, 1895
- Über die Behandlung der Kinder-Krankheiten: Briefe an einen jungen Arzt. O. Coblentz, 1904